# Tsi'ik de venado

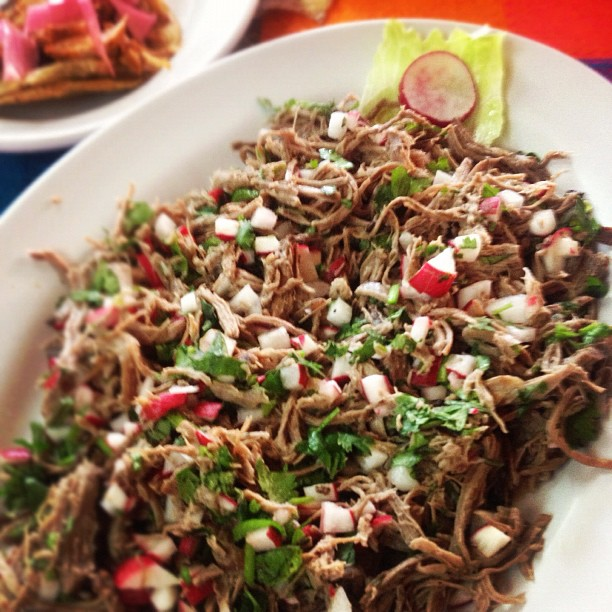
Tsi'ik de venado.

El tsi'ik de venado (del maya tsi’ik, 'deshebrar carne') es un platillo perteneciente a la gastronomía de Yucatán. Se trata de un salpicón que usa carne de venado (ya sea venado cola blanca o yuk, ambos abundantes en Yucatán) como su ingrediente principal. Originalmente este platillo constaba de carne de venado cocinada en pib y acompañada de sal y naranja agria. Actualmente le agrega rábano, cilantro, cebolla y chile habanero; y alternativamente se puede usar carne cocida de res. Se come acompañado de tortillas de maíz y frijol negro colado.